# Stefano Di Chiara
Stefano Di Chiara (Roma, 21 febbraio 1956) è un allenatore di calcio ed ex calciatore italiano, di ruolo difensore.

## Biografia
È il fratello maggiore di Alberto, anch'egli con un passato da calciatore.

## Carriera

### Giocatore
Difensore cresciuto nelle giovanili della Lazio, con la quale collezionò appena 5 panchine in campionato e 2 presenze tra Coppa Italia e UEFA, esordisce in prima squadra nella partita di Coppa Italia contro il Palermo, il 1º maggio 1974, mentre in campionato non è mai impiegato né da Tommaso Maestrelli né da Giulio Corsini. Passò alla Pistoiese nella stagione 1976-77 conquistando la promozione in Serie B. Nel 1979 fu acquistato dal Genoa dove giocò per due stagioni in B.
La prima esperienza in Serie A arrivò con la maglia del Cagliari nella stagione 1980-81. Poi il ritorno nella cadetteria con la Cremonese, per due stagioni. Dal 1983 al 1987 giocò nel Lecce, che ottenne la prima storica promozione in Serie A nel 1984-85. In maglia giallorossa giocò insieme al fratello minore Alberto.
In seguito ha indossato maglie di Messina, SPAL, L’Aquila, Ascoli.

### Allenatore
La carriera di allenatore è caratterizzata da esperienze di breve durata, quasi tutte annuali, e inizia nel 1991 a Cassino in Serie D. Nel 1993 allena il Cerveteri in Serie C2. L'anno dopo è al Latina (CND), poi Civitavecchia (CND), Bastia Umbra (Eccellenza), Chieti (C2), Siena (C1), Fermana (B), Ravenna (B), Novara (C2), Taranto (C1, esonerato), Legnano (C2, esonerato).
Nel 2005-06 torna a Pistoia (C1) da allenatore subentrando a Bruno Tedino. Di Chiara è contestato dai tifosi e viene esonerato. In quell'occasione allena, il figlio Diego. L'anno dopo allena la Cisco Roma (C2, esonerato); a dicembre 2007 subentra sulla panchina della Viterbese (C2) al dimissionario Roberto Rambaudi, ma viene a esonerato il 5 febbraio successivo con la squadra ultima in classifica.
A febbraio 2009 diventa allenatore del Como, con cui conquista il 21 giugno la promozione in Lega Pro Prima Divisione. La società, lo conferma per la stagione 2009-2010. Dopo fine stagione è squalificato 5 giornate per aver offeso un avversario e, dopo essere stato espulso, averne colpito un altro e aver sostato nel sottopassaggio per dare indicazioni ai propri giocatori. Successivamente la squalifica è stata aumentata di altre 4 giornate per essere in più occasioni entrato negli spogliatoi nonostante la squalifica precedente. I risultati scarsi ottenuti dal Como nel primo scorcio di torneo fanno sì che Di Chiara, il 19 ottobre, venga esonerato, senza aver mai occupato il suo posto in panchina nelle partite disputate. Nel  2012 allena il Pergocrema.

## Palmarès

### Giocatore

#### Competizioni giovanili
- Torneo Internazionale Sanremo: 1

Lazio: 1974
- Campionato Primavera: 1

Lazio: 1975-1976

#### Competizioni nazionali
- Serie C: 1

Pistoiese: 1976-1977
- Campionato italiano di Serie B: 1

Lecce: 1984-1985

#### Altre competizioni
- Campionato Under 23: 1

Lazio: 1973-1974

### Allenatore
- Promozioni in Lega Pro Prima Divisione: 1

Como: 2008-2009